# Działo paryskie
Lange 21 cm Kanone in Schiessgerüst (pot. działo paryskie, armata przeciwparyska; niem. Paris-Geschütz, Kaiser-Wilhelm-Geschütz) – długolufowe działo kolejowe (nadarmata) kalibru 210 milimetrów na kolejowej platformie strzeleckiej, z którego Niemcy ostrzeliwali Paryż w czasie I wojny światowej od marca do sierpnia 1918.
Działo to często jest mylone z innym wielkim działem (moździerzem) o nazwie Gruba Berta, które było użyte w czasie oblężenia Liège w 1914. Także mylnie jest utożsamiane z mniejszym działem Langer Max (niem. Długi Maks), od którego zresztą pochodzi. Co więcej, wszystkie one były wyprodukowane w zakładach Kruppa.
Była to największa armata I wojny światowej. W czasie II wojny światowej powstały tylko dwa większe obiekty: Schwerer Gustav i V3.
Jako broń, działo to nie odniosło wielkich sukcesów. Siła niszcząca pocisków była stosunkowo niska, a jego lufa musiała być często wymieniana. Licha celność pozwalała co najwyżej na ostrzeliwanie obiektów o dużych rozmiarach czyli na przykład miast. Prawdopodobieństwo trafienia w centrum nie różniło się od możliwości trafienia w przedmieścia. Broń ta liczyła się przede wszystkim jako czynnik psychologiczny, który miał zachwiać morale mieszkańców Paryża.

## Opis

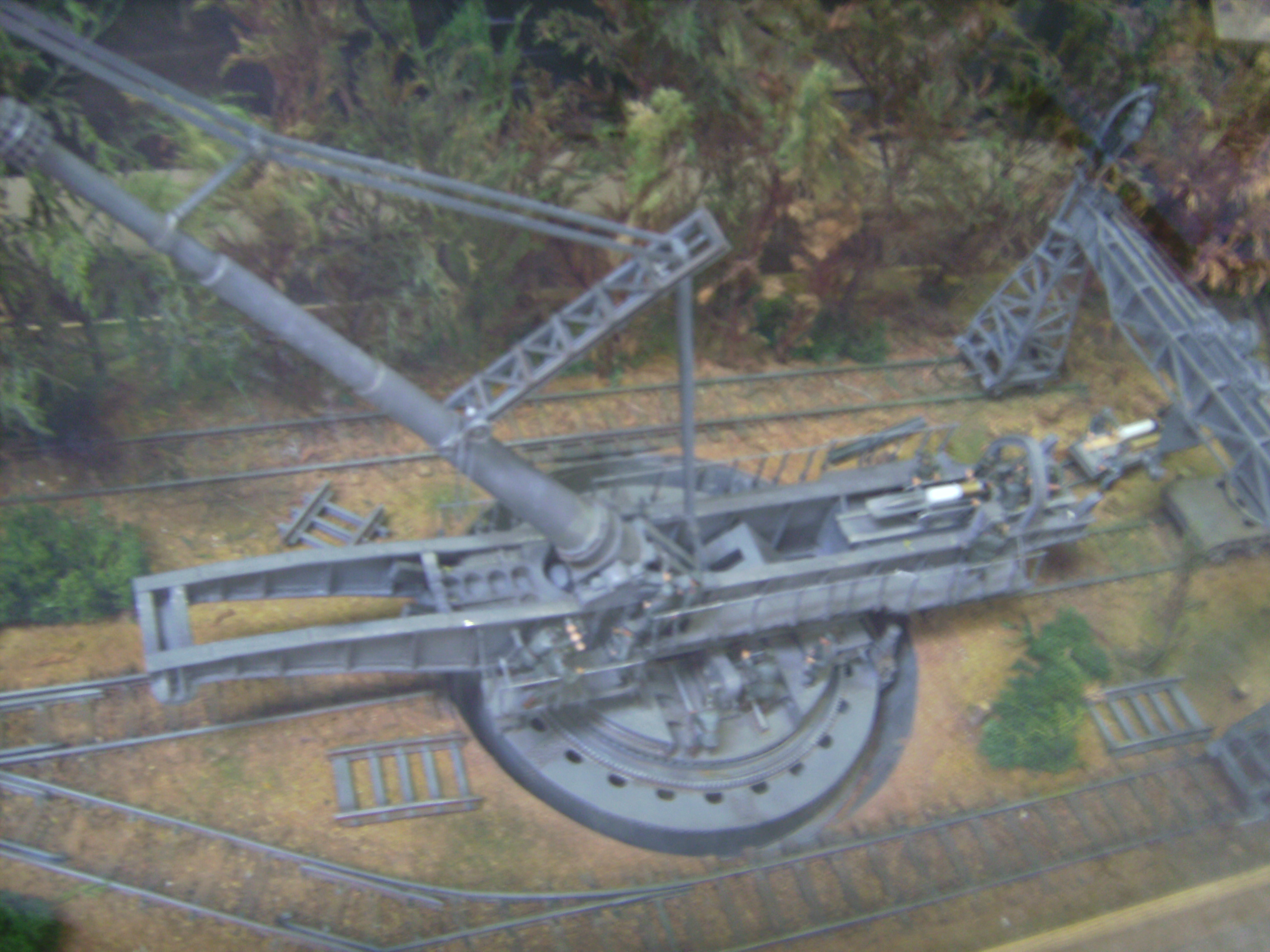
Model działa paryskiego w położeniu bojowym

Działo paryskie było konstrukcją unikatową, a jego dokładne możliwości nie są znane. Wszystkie cytowane dane są więc podawane w przybliżeniu. Nie wiadomo nawet, ile pocisków zostało z niego wystrzelonych. Niemcy bowiem zniszczyli tę superbroń, nie dopuszczając, aby wpadła w ręce ententy.
Całe działo ważyło 256 ton i było zamontowane na specjalnie zbudowanym dla niego wagonie kolejowym. Lufa kalibru 210 milimetrów miała 28 metrów długości oraz wyposażona była w dodatkowe sześciometrowe niegwintowane przedłużenie. Miała specjalny naciągowy mechanizm do jej prostowania (żeby zniwelować jej ugięcie pod własnym ciężarem).
Aby wykorzystać tę niezwykłej długości lufę, niemieccy balistycy zaprojektowali specjalny, wolnospalający się proch bezdymny. Ładunek umieszczano w komorze długiej na 4 metry i 63 centymetry. Pocisk z tej broni o masie 94 kilogramów opuszczał lufę z prędkością 1600 m/s (prawie pięć razy większą od szybkości dźwięku). Prędkość ta była tak duża, że przy każdym wystrzale zdzierała się spora część gwintowanej wewnętrznej części lufy. Dlatego też kolejne pociski były odpowiednio numerowane i miały nieco większy kaliber od poprzedniego. Po 65 wystrzałach lufa musiała być regenerowana oraz na nowo gwintowana. Teoretyczna szybkostrzelność wynosiła 1 strzał na 20 minut. Zużytą lufę przegwintowywano na kaliber 232 mm, a masa pocisku wzrastała do 125 kg.
W najwyższym punkcie trajektorii pocisk osiągał wysokość 40 kilometrów i był pierwszym sztucznym obiektem, który dotarł do stratosfery. W tym momencie lotu nie napotykał on praktycznie oporu powietrza, co pozwalało mu na osiąganie prędkości ponaddźwiękowych i niespotykany wtedy zasięg 130 kilometrów.
Działo to pierwotnie zaprojektowane było do użycia na okręcie wojennym i dlatego obsługiwało je 80 marynarzy Kaiserliche Marine pod dowództwem admirała. Otoczone było kilkoma bateriami normalnych dział, których zadaniem było stworzenie zasłony dźwiękowej, utrudniającej namierzenie działa paryskiego przez Francuzów.

## Służba w czasie I wojny światowej

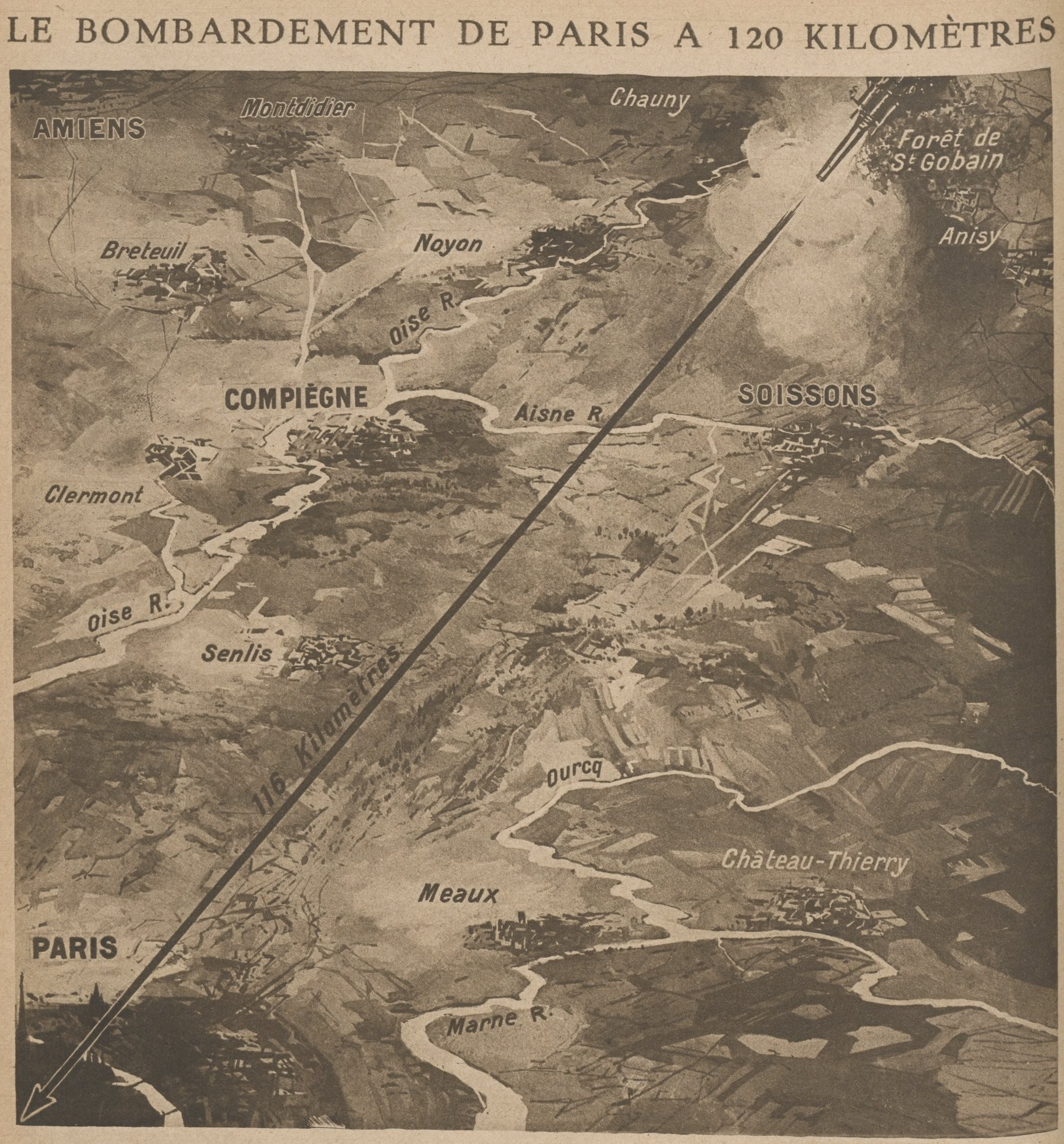
Ilustracja z francuskiej gazety Le Miroir, pod doniesieniami o ostrzale Paryża przez niemiecką nadarmatę

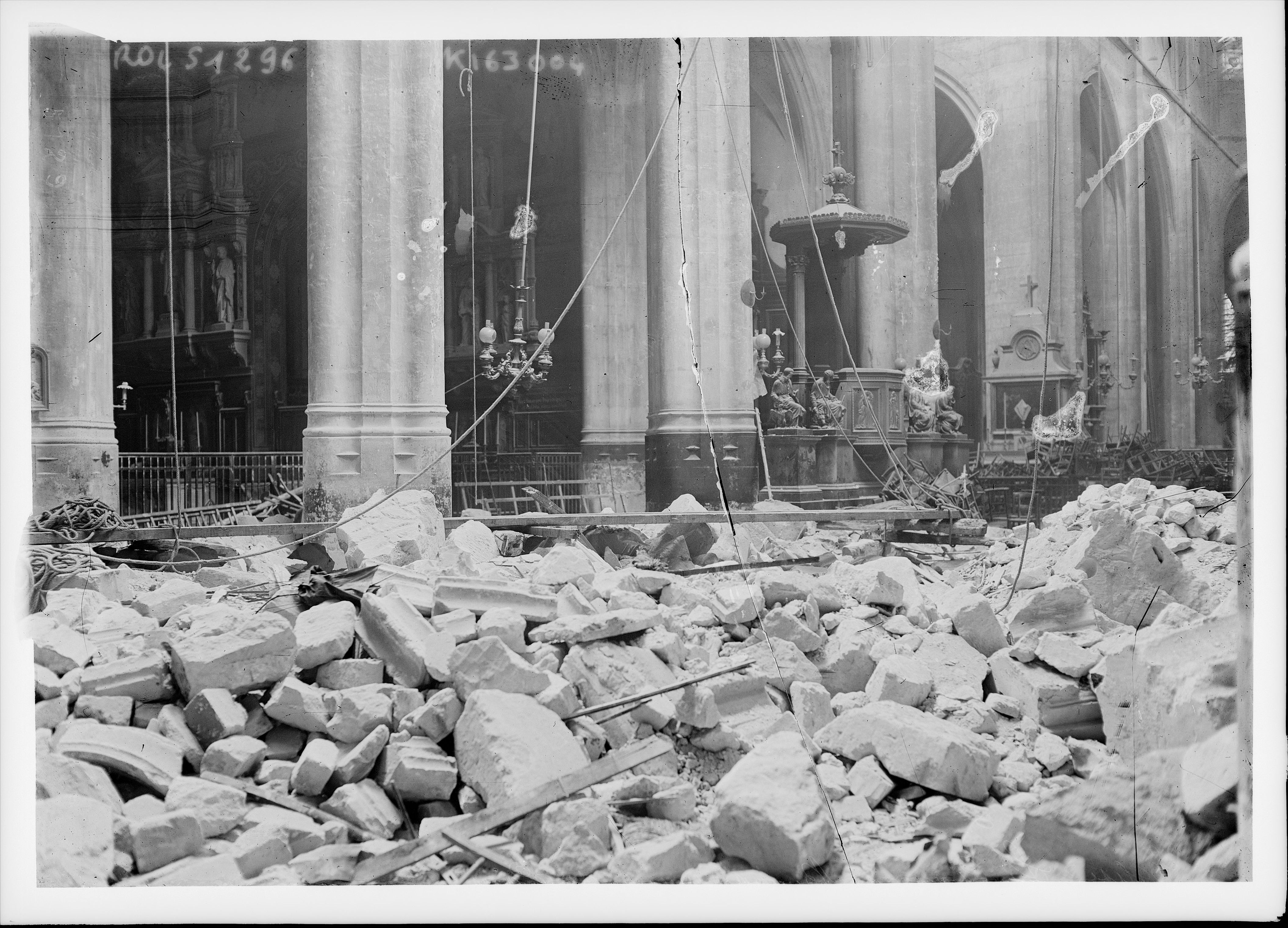
Wnętrze kościoła św. Gerwazego i Protazego po trafieniu pociskiem działa paryskiego

Zakłady Kruppa wyprodukowały trzy takie działa, jednak jedno zostało rozerwane w trakcie testów, a drugie uległo uszkodzeniom w czasie przewożenia na front. Po raz pierwszy wystrzelono z działa paryskiego 21 marca 1918 z lasów w okolicach Coucy. Pocisk wylądował w Paryżu o godzinie 7:18. Dopiero po znalezieniu odłamków pocisku zorientowano się, że ta tajemnicza z początku eksplozja była efektem jego wybuchu. Nikt wówczas nie zginął.
Paryż był ostrzeliwany z odległości prawie 130 kilometrów. Przy tak dużym dystansie na miejsce lądowania pocisku miał wpływ efekt Coriolisa, wynikający z ruchu obrotowego Ziemi. Wystrzelono od 320 do 367 pocisków, około 180 trafiło w obręb miasta, zabijając 250 i raniąc 620 osób, a także powodując znaczne straty materialne. Najtragiczniejszy strzał padł w Wielki Piątek 29 marca 1918. Pocisk ugodził o godzinie 16:30 podczas nabożeństwa w kościół św. Gerwazego i Protazego, położony naprzeciw paryskiego ratusza, powodując zawalenie sklepienia. Zginęło 88 osób, 68 zostało rannych. Na miejsce tragedii przybył prezydent Republiki Raymond Poincaré i premier Georges Clemenceau. Po drugiej stronie frontu baterię odwiedził cesarz Wilhelm II, by pogratulować załodze, ale generał Erich Ludendorff, gdy dowiedział się o trafieniu w kościół i o tym, że pogrzeb ofiar odbędzie się w najbliższy wtorek, kazał wstrzymać ostrzał tego dnia.
Francuzi szybko zorientowali się, skąd prowadzony jest ostrzał Paryża. Ich artyleria kilkakrotnie bliska była trafienia w cel, ale nim do tego doszło, działo zostało wycofane do Niemiec i zniszczone pod koniec wojny.